# رنسام بی فولر
رنسام بی فولر (به انگلیسی: Ransom B. Fuller) یک کشتی بود که طول آن ۳۱۷ فوت ۶ اینچ (۹۶٫۷۷ متر) بود. این کشتی در سال ۱۹۰۲ ساخته شد.